# Henry Hay
Harry Maitland Hay, detto Henry (Maitland, 5 febbraio 1893 – Manly, 30 marzo 1952), è stato un nuotatore australiano.

## Palmarès

### Olimpiadi
- Argento a Anversa 1920 nella staffetta 4x200 metri stile libero.